# نشان کندور آند
نشان کندور آند (اسپانیایی: La Orden del Cóndor de los Andes‎) یک نشان دولتی از دولت چند ملیتی بولیوی است که در ۱۲ آوریل ۱۹۲۵ نهادینه شد. این نشان به دلیل شایستگی‌های استثنایی، اعم از مدنی یا نظامی، به بولیوی‌ها یا اتباع خارجی اعطا می‌شود. این نشان شش درجه دارد: یقه‌ای بزرگ، صلیب بزرگ، افسر ارشد، فرمانده، افسر و شوالیه.
| نشان‌های ریبونی | نشان‌های ریبونی | نشان‌های ریبونی | نشان‌های ریبونی | نشان‌های ریبونی | نشان‌های ریبونی |
| -------------- | -------------- | -------------- | -------------- | -------------- | -------------- |
| صلیب یقه‌ای     | صلیب بزرگ      | افسر ارشد      | فرمانده        | افسر           | شوالیه         |

## دارندگان سرشناس نشان کندور آند
- محمد جواد ظریف، وزیر امور خارجه پیشین جمهوری اسلامی
- کنراد آدنائر، صدراعظم آلمان
- خاویر آلبو، کشیش یسوعی، کارشناس امور بومیان بولیوی
- ادوارد هشتم، دوک ادینبورگ
- جیمی دولیتل, ژنرال نیروی هوایی آمریکا
- خاویر دل گرانادو, شاعر اهل بولیوی
- شارل دو گل, رئیس‌جمهور فرانسه
- ارنستو گالارزا، فعال مکزیکی- آمریکایی
- مارسلو اوستریا تریگو, نویسنده و دیپلمات بولیویایی
- یوسیپ بروز تیتو, سیاستمدار یوگسلاو
- پاپ فرانسیس
- کوچا پوپوویچ, سیاستمدار و ژنرال یوگسلاو
- هرنان تراس سسپدس, ژنرال بولیویایی و شهردار کوچابامبا
- کارلوس کالو کالبیمونتس, وزیر خارجه بولیوی
- پدرو کاستیلو, رئیس‌جمهور پرو
- آدولفو کوستاس دو رلس, نویسنده و دیپلمات بولیویایی
- رام نات کوویند, رئیس‌جمهور هند
- کلارک هیوت گالوی
- کارلوس لمپی, فوتبالیست اهل بولیوی
- ایلیانا لئونیدوف, هنرمند روسی که باله رسمی بولیوی را ایجاد کرد.
- شاهزاده فیلیپ، دوک ادینبرو